# Conus friedae
Espèce
Conus friedae est une espèce de mollusques gastéropodes marins de la famille des Conidae.
Comme toutes les espèces du genre Conus, ces escargots sont prédateurs et venimeux. Ils sont capables de « piquer » les humains et doivent donc être manipulés avec précaution, voire pas du tout.

## Taxonomie

### Publication originale
L'espèce Conus friedae a été décrite pour la première fois en 1991 par le malacologiste américain António José da Motta (d) dans « La Conchiglia »,.

### Synonymes
- Conus (Eugeniconus) friedae (da Motta, 1991) · appellation alternative
- Conus nobilis friedae (da Motta, 1991) · non accepté
- Eugeniconus friedae da Motta, 1991 · non accepté
- Eugeniconus nobilis friedae da Motta, 1991 · non accepté